# Бакаєво (Кушнаренковський район)
Бака́єво (рос. Бакаево, башк. Баҡай) — село у складі Кушнаренковського району Башкортостану, Росія. Адміністративний центр Бакаєвської сільської ради.
Населення — 446 осіб (2010; 541 у 2002).
Національний склад:
- татари — 57 %
- башкири — 41 %